# Jamākūh
Jamākūh är en ort i Iran.   Den ligger i provinsen Gilan, i den nordvästra delen av landet, 300 km nordväst om huvudstaden Teheran. Jamākūh ligger 17 meter över havet och antalet invånare är 623.
Terrängen runt Jamākūh är platt åt nordost, men åt sydväst är den kuperad. Terrängen runt Jamākūh sluttar österut. Runt Jamākūh är det ganska glesbefolkat, med 45 invånare per kvadratkilometer. Närmaste större samhälle är Hashtpar, 5,4 km sydväst om Jamākūh. Trakten runt Jamākūh består till största delen av jordbruksmark.